# Daniela Agostini
Daniela Agostini (* in Bozen) ist eine italienisch-deutsche Dokumentarfilmerin, die in München lebt.

## Werdegang
Aufgewachsen in Bozen, Südtirol, volontierte sie bei einer Tageszeitung und studierte anschließend in Innsbruck und München Ethnologie im Hauptfach, sowie Politische Wissenschaften und Sozialpsychologie. Bis zum Abschluss ihres Magisterstudiums 1998 arbeitete sie als freie Mitarbeiterin bei Verlagen, Zeitungen, Zeitschriften und Dokumentarfilm-Produktionen. Im Anschluss machte sie sich als Autorin und Regisseurin für Dokumentarfilme, Dokumentationen und Reportagen selbstständig.
Agostini ist Mitglied bei Dok-Regie im Bundesverband Regie und der AG DOK.

## Auszeichnungen
- 2013: Preis für Beste Regie, Internationales Filmfestival für Menschenrechte in Kirgistan für The Three Workers Case
- 2017: DRK-MEDIENPREIS für die SWR-Betrifft-Dokumentation: Gute Pflege – Eine Frage der Haltung?

## Filmographie
- 2002: Klangholz – Geigen vom Latemar (Regie, Drehbuch)
- 2002: Quer durch Oberbayern (Regie, Drehbuch)
- 2003: Quer durchs Herz (Regie, Drehbuch)
- 2004: Kunstgespräche mit Hamburger Künstlern (Regie, Drehbuch)
- 2005: Hotel Mama (Regie, Drehbuch)
- 2006: Jazzpianist Martin Schmitt – 20 years live on stage (Regie, Drehbuch)
- 2006: Klinik an der Piste (Regie, Drehbuch)
- 2007: Ex – Von Trennungen ohne Gewähr (Regie, Drehbuch)
- 2007: Für immer Dschungelkind? (Regie, Drehbuch)
- 2007: Unsere wilde Meute (Regie, Drehbuch)
- 2008: Christine Neubauer – Das Geheimnis meiner Familie (Regie, Drehbuch)
- 2008: Leben ohne Mama (Regie, Drehbuch)
- 2010: Anklage Mord: Ein Freund vor Gericht (Regie, Drehbuch)
- 2011: 40 Jahre Tantris (Regie, Drehbuch)
- 2011: Ich + Du = Wir – Von Empathie und Mitgefühl (Regie, Drehbuch)
- 2012: The Three Workers Case (Regie, Drehbuch)
- 2013: Daheim in … Sommerach (Regie)
- 2013: Vergewaltigt – Frauen brechen das Schweigen (Regie)
- 2014: Daheim in … Tännesberg (Buch & Regie, Dokumentation, BR, 45 min)
- 2014: Polizei, Gewalt und Videos (Buch & Regie, Dokumentation, ARD Die Story, 45 min)
- 2015: Shitstorm – Und plötzlich hasst dich die ganze Welt (Buch & Regie, Dokumentation, ZDFinfo, 45 min)
- 2015: Kein Smalltalk, keine Lügen – Leben mit Autismus (Buch & Regie, Reportage, ZDF 37 Grad, 30 min)
- 2015: Das geheime Leben unserer Hunde I (Buch & Regie, Dokumentation, ZDF, 45 min)
- 2016: Das geheime Leben unserer Hunde II (Buch & Regie, Dokumentation, ZDF, 45 min)
- 2016: Gute Pflege – eine Frage der Haltung?